# Hyphoporus
Hyphoporus es un género de coleópteros adéfagos  perteneciente a la familia Dytiscidae. 

## Especies seleccionadas
- Hyphoporus anitae	Vazirani 1969
- Hyphoporus aper	Sharp 1882
- Hyphoporus bengalensis
- Hyphoporus bertrandi	Vazirani 1969
- Hyphoporus caliginosus
- Hyphoporus dehraduni	Vazirani 1969
- Hyphoporus elevatus
- Hyphoporus geetae	Vazirani 1969
- Hyphoporus heros	(Dej., MS.)
- Hyphoporus insculptilis	Clark
- Hyphoporus interpulsus	Walk.
- Hyphoporus josephi	Vazirani 1969
- Hyphoporus kempi	Gschwendtner 1935
- Hyphoporus montanus
- Hyphoporus nilghiricus
- Hyphoporus posticalis
- Hyphoporus pugnator
- Hyphoporus rotundatus	Gschwendtner 1931
- Hyphoporus severini
- Hyphoporus solieri
- Hyphoporus subaequalis	Vazirani 1969
- Hyphoporus tonkinensis